# Valtursko polje
44°53′36″N 13°55′8″E / 44.89333°N 13.91889°E
Valtursko polje (tal. Campi d'Altura), prostrano polje i naziv prigradskog naselja u Puli koje administrativno pripada mjesnom odboru Busoler.
Valtursko polje sa sjevera ograničuje Loborika (općina Marčana), s istoka Valtura, s juga Škatari i Šikići, a sa zapada Šijana i Monteserpo-Komunal.
Na ogromnoj površini Valturskog polja nalazi se zračna luka Pula s pistom dugom 3 kilometra. Na rubnim dijelovima polja nalazi se OKZ Valtura i spilja Šandalja. Na sjeverozapadu polja izgrađen je 2006. godine čvor Pula, početni dio Istarskog ipsilona i brze ceste B9.